# Ptichodis glans
Ptichodis glans là một loài bướm đêm trong họ Erebidae.